# Don Carlos (Schiller)
Pour les articles homonymes, voir Don Carlos.
 (décembre 2009).
Si vous disposez d'ouvrages ou d'articles de référence ou si vous connaissez des sites web de qualité traitant du thème abordé ici, merci de compléter l'article en donnant les références utiles à sa vérifiabilité et en les liant à la section « Notes et références ».

Don Carlos (Don Karlos, Infant von Spanien) est un drame en cinq actes de Friedrich von Schiller, représenté la première fois le 29 août 1787 à Hambourg.
Schiller a lu dès 1782 la nouvelle Dom Carlos de l'abbé de Saint-Réal. Un plan est vraisemblablement écrit au printemps 1783. Le premier acte est publié en mars 1785, le deuxième entre février et mai 1786 avant d'être achevé en 1787.

## Thèmes principaux
Don Carlos appartient au courant littéraire du Sturm und Drang pour sa thématique, et au classicisme de Weimar pour sa forme (Dramatisches Gedicht, poème dramatique) et sa structure classique (cinq actes). L'intrigue est inspirée d'événements historiques survenus à la cour  du roi Philippe II d'Espagne au XVIe siècle. Elle reste cependant grandement influencée par la Révolution française, tout en posant également des questions d'actualité, notamment celle de l'idéologie du marquis de Posa. Le sujet classique de l'amour et du sentiment est représenté par le personnage principal (Don Carlos). Ces deux personnages sont un exemple parfait de la conviction de l'auteur, selon lequel l'intellect et le sentiment sont liés pour former l'idéal esthétique. 
Un autre thème est le débat entre éthique de responsabilité et éthique de conviction. Le marquis de Posa agit selon une éthique de conviction, car il place son point de vue par rapport à la paix dans les Provinces de Flandre au-dessus de la vie de son meilleur ami et même la sienne. Ce n'est que peu avant son assassinat que le marquis reconnaît ses torts et adopte une éthique de responsabilité en se sacrifiant au nom de son ami, pour sauver non seulement l'intrigue fondée sur son idéologie politique, mais aussi son ami qu'il a manipulé. Cependant, le changement survient trop tard et la tragédie ne s'enchaîne que lorsque Don Carlos essaie de réagir lui-même de manière responsable, en voulant honorer le sacrifice de son ami au lieu de se calmer et se réconcilier avec son père. Il n'est pas capable d'unir les deux éthiques. Cette crise mène finalement à l'échec de Don Carlos qui met tout le monde contre lui et réagit naïvement en se laissant surprendre chez la reine, puis emprisonner et tuer.

## Personnages
- Philippe II, roi d'Espagne
- Élisabeth de Valois, sa femme
- Don Carlos, le prince héritier
- Le marquis de Posa, chevalier de Malte et ami de Don Carlos
- Domingo, confesseur du roi
- Le duc d'Albe
- La princesse d'Éboli
- Le comte de Lerna
- Raimond de Taxis

## Argument
Don Carlos aime Élisabeth de Valois, la femme de son père. Le vieux roi, jaloux et tyrannique, finira par faire assassiner son fils.

### Acte premier
Élisabeth de Valois, promise à Don Carlos, a dû épouser son père, Philippe II pour raison d'État. Don Carlos, cloîtré dans son palais royal d'Aranjuez, en garde une rancœur qui inquiète Domingo. Plus tard, Carlos retrouve Rodrigue de Posa, son ami d'enfance venu convaincre le jeune héritier du trône de retourner à Madrid pour gagner de l'influence politique et sauver la liberté des Provinces de Flandre contre lesquelles l'Espagne est en guerre (Guerre de Quatre-Vingts Ans). Mais Carlos n'est plus le même, et finit par révéler à Posa son amour pour la reine. 
Posa parvient à ménager une rencontre seul à seul entre Carlos et la reine à sa résidence d'été, où elle s'ennuie de son pays d'origine, la France, et vit comme dans une prison, toujours gardée et surveillée par trois servantes. Don Carlos s'y rend secrètement avec le marquis de Posa, mais la reine désespérée ne recherche plus l'amour de l'héritier du trône, mais essaie de le convaincre de donner son amour aux sujets de la cour d'Espagne et de devenir un homme. Don Carlos décide alors de faire face à son père, de concurrencer Alba, le nouveau gouverneur pour la cause de la guerre dans les républiques de la Flandre et de devenir symboliquement le frère du marquis de Posa, car il tient plus à son soutien et son amitié qu'à l'étiquette royale qui interdit une telle amitié. Le roi arrive, surprend la reine seule à la suite de la rencontre, et la soupçonne violemment d'avoir rencontré quelqu'un d'inconnu ou de dangereux dans son dos. Un sentiment de méfiance et de distance naît de cette discussion et les deux époux s'éloignent de plus en plus.

### Acte II
Carlos supplie Philippe de lui accorder la Flandre (il reproche surtout à son père de ne pas l'aimer et d'être sans cœur). Mais c'est le cruel duc d'Albe qui partira en Flandre, pour réprimer la rébellion, car le roi ne fait pas entièrement confiance à son fils.
Don Carlos se retire et reçoit une lettre mystérieuse par une dame anonyme qui aimerait le voir. D'abord méfiant, il finit par se convaincre qu'elle est authentique et veut courir vers la chambre de la reine, persuadé qu'elle en est l'auteur. C'est alors que le duc d'Albe l'aborde. Carlos cherche à se débarrasser au plus vite du duc, ce qui froisse celui-ci. Un duel s'engage, rapidement interrompu par la reine. Carlos pénètre par erreur dans la chambre de la jeune princesse d'Éboli, véritable émissaire de la lettre. S'ensuit un quiproquo au cours duquel Carlos obtient une lettre du roi prouvant que ce dernier poursuit la princesse de ses assiduités. Après un dialogue gênant et humiliant pour les deux côtés, la princesse d'Éboli se rend compte que Don Carlos n'est pas intéressé par elle et suppose donc qu'il tente de poursuivre une relation avec la reine, son ancienne fiancée et la juge donc de ne pas être fidèle ni loyale envers le roi et tente de dévoiler ces faits au roi. 
Le gouverneur Alba et Domingo, le représentant de l'église, qui se sentent menacés par l'arrivée imprévue de Don Carlos, avaient également remarqué le comportement suspicieux de Don Carlos lors de l'arrivée d'Élisabeth au cours du duel entre Alba et Don Carlos et planifient une intrigue, pour laquelle ils manipulent la princesse Éboli, étant donné qu'ils savent que le roi est intéressé par elle. Celle-ci avait auparavant refusé les offres du roi, mais lorsqu'elle pense qu'Élisabeth lui est infidèle, elle se laisse convaincre par Alba et Domingo de s'approcher du roi et de préparer son cheminement pour devenir la nouvelle reine d'Espagne. Alba et Domingo utilisent la princesse d'Éboli pour démontrer au roi que son fils et sa femme s'aiment encore et qu'ils planifient une intrigue contre le roi pour renverser l'état. Éboli vole une boîte avec les lettres personnelles d'Élisabeth. Entre-temps, Don Carlos rencontre le marquis de Posa qui l'accuse d'être trop égoïste et de ne penser qu'à sa vie amoureuse au lieu de sauver l'humanité. Don Carlos reconnaît ses fautes et jure de suivre les idéaux du marquis de Posa et de lui faire aveuglement confiance.

### Acte III
Le roi est en possession d'une lettre de Carlos, mais il essaie de ne pas deviner qui en est la destinataire. Le duc d'Albe lui confirme qu'il s'agit de la reine. Domingo et Albe essaient de calmer le roi, mais celui-ci, furieux d'être resté ignorant de ce que tout le monde semble savoir, les congédie, car il se rend compte de l'intrigue d'Alba et de Domingo qui jugent Élisabeth infidèle et qui essaient même de convaincre le roi que la fille qu'il a avec Élisabeth n'est pas son propre enfant, mais bien celui de son amant Don Carlos. Il cherche dans ses carnets un homme fiable, et tombe sur le nom de Posa. Le roi est touché par l'honnêteté de son invité qui réplique que le monde prend le roi pour un dieu qui doit inspirer la peur. Le marquis de Posa fait un vibrant plaidoyer pour l'humanité et demande au roi de donner la liberté de pensée à ses peuples, tout en avouant que ses idéaux sont futuristes et difficilement applicables. Le roi est impressionné, mais tente plutôt de gagner le marquis de Posa pour une autre cause. Convaincu par la vertu du marquis, il lui confie le rôle de sonder le cœur de la reine Élisabeth et le comportement de son fils Don Carlos, ignorant que ce dernier et le marquis sont des amis proches. Le roi donne au marquis un accès illimité à la cour royale, se déclare impressionné par son caractère et le laisse partir en étant sûr d'avoir enfin trouvé un partenaire loyal et intelligent.

### Acte IV
Alors que la reine cherche vainement à savoir qui lui a volé les lettres de Carlos, le marquis de Posa est annoncé. Le marquis dévoile à la reine le plan qu'il a élaboré pour sauver Carlos  : celui-ci doit partir en Flandre malgré l'ordre du roi, et c'est à la reine de le convaincre. Le marquis demande à Don Carlos les lettres de son portefeuille intime, dont celles d'Élisabeth avant qu'elle n'épouse le roi. Don Carlos, qui a appris que son ami est devenu une personne de confiance d'intime de son père, est inquiet, mais obéit à ses ordres.
La reine veut révéler au roi que des lettres lui ont été volées, mais celui-ci le sait déjà et entre en fureur. La reine s'évanouit et le bruit court que le roi serait responsable du sang qui coule sur son visage. Par la suite, il se fâche encore contre Alba et Domingo qui avaient fourni de mauvaises informations et qui ont embrouillé le roi. Celui se sent de plus en plus seul et fait venir le marquis de Posa pour lui parler. Le marquis présente au roi la lettre de la princesse d'Éboli ; le roi comprend alors que c'est elle qui a volé les lettres à la reine et qu'un complot se trame. Le marquis de Posa affirme qu'Élisabeth a des idées politiques concernant les républiques ou provinces de la Flandre et qu'elle a convaincu Don Carlos de ses idées, ce qui explique son arrivée et ses intentions à la cour et par rapport au poste du gouverneur.
Posa obtient du roi un ordre d'arrestation en blanc et les pleins pouvoirs pour agir. Carlos commence à douter des intentions du marquis, qui ne l'a pas informé quant à ses dernières actions mystérieuses. Carlos réagit d'une manière incontrôlée et tente d'aller voir Élisabeth, son dernier secours. Le marquis de Posa arrive sur place et a peur que la couronne entière puisse se rendre compte de la relation spéciale entre Don Carlos et Élisabeth, si les deux se rencontraient ouvertement. Il décide alors d'arrêter Don Carlos pour éviter cela. La princesse d'Éboli, qui a assisté à cette scène devant la salle de la reine et qui en devient un témoin important, se fait menacer par le marquis de Posa qui jure même de la tuer, si elle parlait de cette rencontre au roi. La princesse Éboli est sous le choc face à une telle menace et se rend compte de la situation qu'elle a elle-même créée avec le vol des lettres de la reine et son soutien à Alba et Domingo. Elle s'adresse désespérément à la reine et avoue tout ce qu'elle avait fait, demandant pardon. Elle avoue même qu'elle désire Don Carlos, mais qu'elle avait déjà couché avec le roi, qui était intéressé par elle. Élisabeth décide d'infliger une punition moindre à la princesse, en l'envoyant au couvent. 
Le marquis de Posa se rend compte que son double-jeu pourrait bientôt être dévoilé et parle avec Élisabeth. Il sait que soit Don Carlos, soit lui-même seraient quoi qu'il en soit pénalisés si soupçonnés d'élaborer une intrigue. Il décide de se sacrifier et de quitter les lieux, mais il demande à la reine de rappeler à Carlos son devoir politique et diplomatique. La reine est déçue, mais elle promet de transmettre le message à Don Carlos. En même temps, le roi reçoit une lettre de Posa qu'il avait envoyée à Bruxelles pour planifier la révolution autour des républiques de la Flandre. Avec cette lettre, Posa voulait également attirer l'attention de Don Carlos et se sacrifier en sachant que les risques de retrouver la lettre dans la poste contrôlée par la couronne étaient élevés. Le roi se rend compte du double-jeu du marquis de Posa et recommence donc à faire confiance à Alba et Domingo et leur intrigue. La princesse Éboli, qui veut parler au roi pour dévoiler son intrigue et ses observations qu'elle avait auparavant avouées à Élisabeth, ne reçoit fatalement pas d'audience par le roi, car Domingo la menace et l'empêche, pendant qu'Alba utilise tous ses moyens rhétoriques pour faire agir le roi contre le marquis de Posa et son propre fils. Alba se rend compte que sa victoire est proche.

### Acte V
Posa rend visite à Carlos dans sa cellule. Carlos pense que le marquis l'a sacrifié à son rêve d'un "gouvernement humain". Posa lui révèle qu'il l'a fait arrêter pour le protéger. Carlos comprend le comportement du marquis et lui pardonne tout.
Alba les surprend alors sur place : il arrive pour libérer Don Carlos et pour livrer le traître Posa au roi. Don Carlos demande l'arrivée personnelle du roi sur place, décidé à défendre son ami, bien que lui veuille se sacrifier et préfère que Don Carlos se taise enfin. Soudainement, Posa se fait assassiner, quelques secondes avant l'arrivée du roi qui est convaincu que le mort est le seul qui ait tramé un complot contre lui. Philippe II d'Espagne est alors prêt à libérer Don Carlos, à se réconcilier avec lui et à lui donner un poste au sein de la cour royale. Mais Don Carlos, attristé par la mort de son ami, oublie les derniers buts de Posa et réagit avec émotion en accusant le roi d'avoir commis un meurtre et en avouant que Posa et lui avaient une grande amitié. Le roi se sent encore une fois trahi et se voit incapable d'agir. C'est alors Alba qui reprend le contrôle de la situation et qui réprime une révolte du peuple devant la cour royale qui a été provoquée par la reine Élisabeth en disant au peuple que l'héritier du trône avait été injustement emprisonné. Le vrai but de la révolte est d'attirer l'attention sur l'émeute en permettant ainsi à Don Carlos de quitter les lieux et de se rendre à Bruxelles pour y mener les révolutions en Flandre. Le roi est ému par les derniers événements et veut se venger de l'humanité, à laquelle le marquis de Posa avait plus tenu qu'à son amitié avec le roi, et qui semble se tourner à présent contre lui. Il rencontre alors le Grand Inquisiteur qui lui recommande de sacrifier son fils pour rétablir son pouvoir. L'Inquisition tente ainsi de regagner du pouvoir à la cour royale. Le roi veut réaliser sa vengeance et retrouve Don Carlos avec Élisabeth dans la chambre de cette dernière, juste avant que le prince ne quitte le palais. Élisabeth parle des plans du marquis de Posa à Don Carlos et jure de tenir à partir de maintenant ouvertement à son amour envers son ancien fiancé, mais celui-ci n'est même plus intéressé par son amour, ce qui inverse la situation vue dans le premier acte. Don Carlos tient plus à l'amitié qu'à l'amour et son but unique est maintenant de rendre hommage à son grand ami Posa qui s'est sacrifié pour lui.
Sur ce mot d'adieu, il tombe dans les mains de l'Inquisition et du roi qui l'emprisonnent. Son destin tragique est alors déterminé et l'intrigue autour de Domingo et Alba connaît finalement une victoire mortelle pour Don Carlos face à l'intrigue autour du marquis de Posa, de la reine Élisabeth et de l'héritier du trône.

## Adaptations

### Opéra
- Don Carlos en cinq actes de Giuseppe Verdi.

### Cinéma
- Sous l'Inquisition de Richard Oswald.